# 全山石
全山石（1930年10月—），江苏宜兴人，中国画家。 1953年毕业于中央美术学院华东分院，師從羅工柳，並留校任研究员。 1954年由国家选派赴苏联列宁格勒列宾美术学院学习，1960年毕业回国。中国美术学院教授。中国油画学会副主席，中国美术家协会油画艺术委员会副主任。浙江美术学院教授，国家教委艺术教育委员会委员，中国美术家协会会员，浙江美术家协会常务理事，浙江油画家协会会长等
。

## 生平概述
全山石1930年生于浙江宁波，是中国著名历史学家全祖望的后裔。父亲全世均，从商，爱好绘画。家有五兄弟，全山石是老四。他从小酷爱绘画和音乐，曾在宁波第一中学求学。
1947年在宁波宁声广播电台担任播音员，这时候广泛接触文艺。 1950年春，考入杭州国立艺专 (后改为中央美术学院华东学院)，既学西洋画，也学中国画。当时正逢国家教育部在全国范围内选拔派往苏联的留学生，全山石由学校推荐，应试，被录取并在北京外国语学院学习俄语一年。 1954年秋，去苏联列宁格勒列宁美术学院油画系学习。师从梅尔尼柯夫、阿历希尼柯夫、乌加洛夫等教授。在苏联学习期间，广泛吸收俄罗斯和欧洲的文化艺术，并利用假期到各地大小博物馆及文化遗迹参观，到乡村访问，进行艺术实践。所有这些活动对他的成长和发展起了重要的作用。 1960年深秋，全山石结束了六年的留学生活归国，回到杭州母校浙江美术学院。从此，他一直在该院任教，曾任油画系主任、副教授、教授、院教务长等职，并主持油画系第三工作室，培养了许多本科生、研究生和青年教师。

## 从艺年表
- 1953年毕业于中央美术学院华东分院，師從羅工柳、艾中信，並留校任研究员。
- 1954年由国家选派赴苏联列宁格勒列宾美术学院学习，毕业后获艺术家称号
- 1960回国一直任教于浙江美术学院(即中国美术学院)，曾任该院油画系主任，院教务长等职，主持油画系第三画室
- 1972年曾再上海负责《红色娘子军》油画创作组工作
- 1987年曾在上海静安区文化馆举办个展
- 90年代多次去欧美及东亚诸国考察，讲学及进行艺术实践[5]
- 现任中国油画学会副主席、中国美术家协会油画艺术委员会副主任、中国美术学院教授、俄罗斯列宾美术学院荣誉教授等

## 外部連結
- 全山石艺术中心官方網站（页面存档备份，存于）
- 全山石藝術中心